# Эбнер, Виктор фон
Ви́ктор Э́бнер (нем. Viktor von Ebner-Rofenstein; 4 февраля 1842, Брегенц — 20 марта 1925, Вена) — австрийский гистолог, член Австрийской академии наук (1882).

## Биография
Родился в 1842 году в Брегенце. Изучал медицину в Инсбруке, Гёттингене, Вене и Граце. В 1866 году стал доктором медицины. С 1860 по 1870 год — ассистент при физиологической лаборатории в Граце, с 1870 года читал лекции по гистологии и эмбриологии в качестве приват-доцента, в 1873 году назначен профессором там же, с 1888 года занимал кафедру гистологии в Вене. Многочисленные научные работы Эбнера касаются гистологии человека и животных.

## Работы
- «Untersuchungen über den Bau der Samenkanälchen und die Entwicklung der Spermatozoiden» (Лпц., 1871);
- «Die acinösen Drüsen der Zunge» (Грац, 1873);
- «Mikroskopische Studien über Wachsthum und Wechsel der Haare» (Вена, 1876);
- «Untersuchungen über die Ursachen der Anisotropie organisierter Substanzen» (Лпц., 1882);
- «Ueber den feineren Bau der Skeletttheile der Kalkschwämme etc.» («Sitz. ber. d. K. Akd.», 1887).

Кроме того, Эбнер обработал 3-й том 6-го издания известного руководства по гистологии Кёлликера «Handbuch der Gewebelehre des Menschen» (Лпц., 1899).